# Daraboshegy
Daraboshegy é um município da Hungria, situado no condado de Vas. Tem 4,59 km² de área e sua população em 2015 foi estimada em 91 habitantes.